# Cheng Siu Wai
Cheng Siu Wai (chiń. trad. 鄭少偉, ur. 27 grudnia 1981 w Yuen Longu, w Hongkongu) – piłkarz z Hongkongu grający na pozycji napastnika.

## Kariera klubowa
Swoją karierę piłkarską Cheng rozpoczął w klubie Tung Po. W 2002 roku zadebiutował w jego barwach w Second Division z Hongkongu. W 2003 roku przeszedł do grającego w First Division, Double Flower FA. Z kolei w sezonie 2003/2004 grał w Hong Kong Rangers.
W 2004 roku Cheng został zawodnikiem klubu South China AA. Wraz z South China, w którym grał do końca 2012 roku, wywalczył dwa mistrzostwa Hongkongu (2006/2007, 2007/2008), zdobył Hong Kong Senior Challenge Shield (2006/2007), Puchar Hongkongu (2006/2007) i Puchar Ligi Hongkongu (2007/2008). W sezonie 2008/2009 roku był wypożyczony do TSW Pegasus.
W 2009 roku Cheng przeszedł do Kitchee SC, w którym zadebiutował 11 września 2009 w zwycięskim 4:0 wyjazdowym meczu z Happy Valley AA. W sezonie 2010/2011 został z nim mistrzem kraju. W 2011 roku odszedł do Sun Hei SC, w którym swój debiut zanotował 3 września 2011 w zremisowanym 1:1 wyjazdowym meczu z Kitchee SC. W 2012 roku wrócił do Kitchee. W latach 2014–2017 grał w Eastern Sports Club.
| Sezon   | Klub                | Kraj     | Rozgrywki       | Mecze | Bramki |
| ------- | ------------------- | -------- | --------------- | ----- | ------ |
| 2002/03 | Tung Po             | Hongkong | Second Division | ?     | ?      |
| 2002/03 | Double Flower FA    | Hongkong | First Division  | 9     | 5      |
| 2003/04 | Hong Kong Rangers   | Hongkong | First Division  | 16    | 1      |
| 2004/05 | South China AA      | Hongkong | First Division  | 5     | 0      |
| 2005/06 | South China AA      | Hongkong | First Division  | 16    | 1      |
| 2006/07 | South China AA      | Hongkong | First Division  | 25    | 5      |
| 2007/08 | South China AA      | Hongkong | First Division  | 15    | 2      |
| 2008/09 | TSW Pegasus         | Hongkong | First Division  | 19    | 3      |
| 2009/10 | Kitchee SC          | Hongkong | First Division  | 15    | 2      |
| 2010/11 | Kitchee SC          | Hongkong | First Division  | 18    | 1      |
| 2011/12 | Sun Hei SC          | Hongkong | First Division  | 17    | 6      |
| 2012/13 | Kitchee SC          | Hongkong | First Division  | 14    | 2      |
| 2013/14 | Eastern Sports Club | Hongkong | First Division  | 11    | 3      |
| 2014/15 | Eastern Sports Club | Hongkong | Premier League  | 8     | 2      |
| 2015/16 | Eastern Sports Club | Hongkong | Premier League  | 4     | 0      |
| 2016/17 | Eastern Sports Club | Hongkong | Premier League  | 3     | 1      |

## Kariera reprezentacyjna
W reprezentacji Hongkongu Cheng zadebiutował 1 czerwca 2007 roku w przegranym 0:3 towarzyskim meczu z Indonezją.